# احمد ارتگان
احمد اِرتگان (ترکی استانبولی: Ahmet Ertegün) (زاده ۳۱ ژوئیه ۱۹۲۳ – درگذشته ۱۴ دسامبر ۲۰۰۶) نام تاجر، ترانه‌سرا و بشر دوست ترک (متولد استانبول) و آمریکایی بود که بیشتر از او به عنوان بنیانگذار و مدیر شرکت ناشر موسیقی آتلانتیک رکوردز یاد می‌شود. او همچنین مدتی مدیر تالار مشاهیر راک اند رول آمریکا بود. احمد اِرتگان همچنین نقش قابل توجهی در برقراری روابط دوستانه میان دو کشور آمریکا و کشور زادگاهش ترکیه ایفا نمود. او همچنین برای مدتی مدیر انجمن ترک‌های آمریکایی نیز بود. احمد اِرتگان سرانجام در دسامبر سال ۲۰۰۶ و در سن ۸۳ سالگی در نیویورک درگذشت.